# Hardouin Fortin de La Hoguette
Pour les articles homonymes, voir Ardouin, Arduin et Hardouin.
Hardouin Fortin de La Hoguette (né à Chamouillac en juillet 1643, mort à Sens le 26 novembre 1715) est un ecclésiastique français qui fut successivement évêque de Saint-Brieuc, évêque de Poitiers et archevêque de Sens.

## Biographie
Hardouin est issu d'une famille originaire de Caen. Son grand-père « bourgeois » de la ville devenu président de l'Élection de Falaise est anobli en 1590 par Henri IV de France pour avoir servi sa cause. Il est le 3e fils de Philippe Fortin de La Hoguette et de Louise de Beaumont de Péréfixe, la sœur de l'archevêque de Paris Hardouin de Péréfixe de Beaumont, qui lui donne son prénom et favorise sa carrière ecclésiastique en lui obtenant un canonicat dans la cathédrale Notre-Dame de Paris. Il est pourvu commendataire de  l'Abbaye Notre-Dame de Sablonceaux et succède à son oncle comme prieur de Sainte-Geneviève en 1671.  
Désigné comme agent général du clergé de France par l'accord des Provinces ecclésiastiques de Paris et de Sens lors de l'assemblée de 1670, il est nommé dès la fin de son « agence » évêque de Saint-Brieuc le 12 septembre 1675, confirmé le 23 mars 1676 et sacré le 3 mai suivant par François Harlay de Champvallon. Il préside les États de Bretagne à Dinan en 1677.
Il est nommé le 2 février et confirmé le 15 juillet 1680 à l'évêché de Poitiers où il « convertit des milliers de calvinistes ». Il est ensuite choisi comme archevêque de Sens le 9 novembre 1685 et confirmé le 21 janvier 1692.
Il meurt à Sens le 26 novembre 1715 à l'âge de 72 ans et il est inhumé dans la cathédrale.